# Нитрид германия(IV)
Нитрид германия(IV) — бинарное неорганическое соединение металла германия и азота с формулой Ge3N4, коричневые кристаллы.

## Получение
- Пропускание аммиака над металлическим германием:

{\displaystyle {\mathsf {3Ge+4NH_{3}\ {\xrightarrow {700^{o}C}}\ Ge_{3}N_{4}+6H_{2}}}}
- или оксидом германия:

{\displaystyle {\mathsf {3GeO_{2}+4NH_{3}\ {\xrightarrow {700^{o}C}}\ Ge_{3}N_{4}+6H_{2}O}}}
- Разложение имида германия:

{\displaystyle {\mathsf {6Ge(NH_{2})_{2}\ {\xrightarrow {350^{o}C}}\ 2Ge_{3}N_{4}+4NH_{3}}}}

## Физические свойства
Нитрид германия(IV) образует коричневые кристаллы кубической сингонии, пространственная группа F m3m, параметры ячейки a = 0,499 нм, Z = 4.

## Химические свойства
- Восстанавливается водородом:

{\displaystyle {\mathsf {Ge_{3}N_{4}+6H_{2}\ {\xrightarrow {T}}\ 3Ge+4NH_{3}\uparrow }}}
- Реагирует с хлором:

{\displaystyle {\mathsf {Ge_{3}N_{4}+6Cl_{2}\ {\xrightarrow {T}}\ 3GeCl_{4}+2N_{2}}}}